# بز چیلتن
بز چیلتن (نام علمی: Capra aegagrus chialtanensis) نام یک زیرگونه از گونه کل و بز است.